# Kolmen, Șumen
Kolmen (în bulgară Кьолмен) este un sat în comuna Vărbița, regiunea Șumen,  Bulgaria. 

## Demografie
Componența etnică a satului Kolmen
     Turci (98,75%)
     Nicio identificare (1,25%)
     Altele (0%)
La recensământul din 2011, populația satului Kolmen era de 80 locuitori. Din punct de vedere etnic, majoritatea locuitorilor (98,75%) erau turci. Pentru 1,25% din locuitori nu este cunoscută apartenența etnică.